# Carex humbertii
Carex humbertii är en halvgräsart som beskrevs av Henri Chermezon. Carex humbertii ingår i släktet starrar, och familjen halvgräs. Inga underarter finns listade i Catalogue of Life.